# Authentieke uitvoeringspraktijk

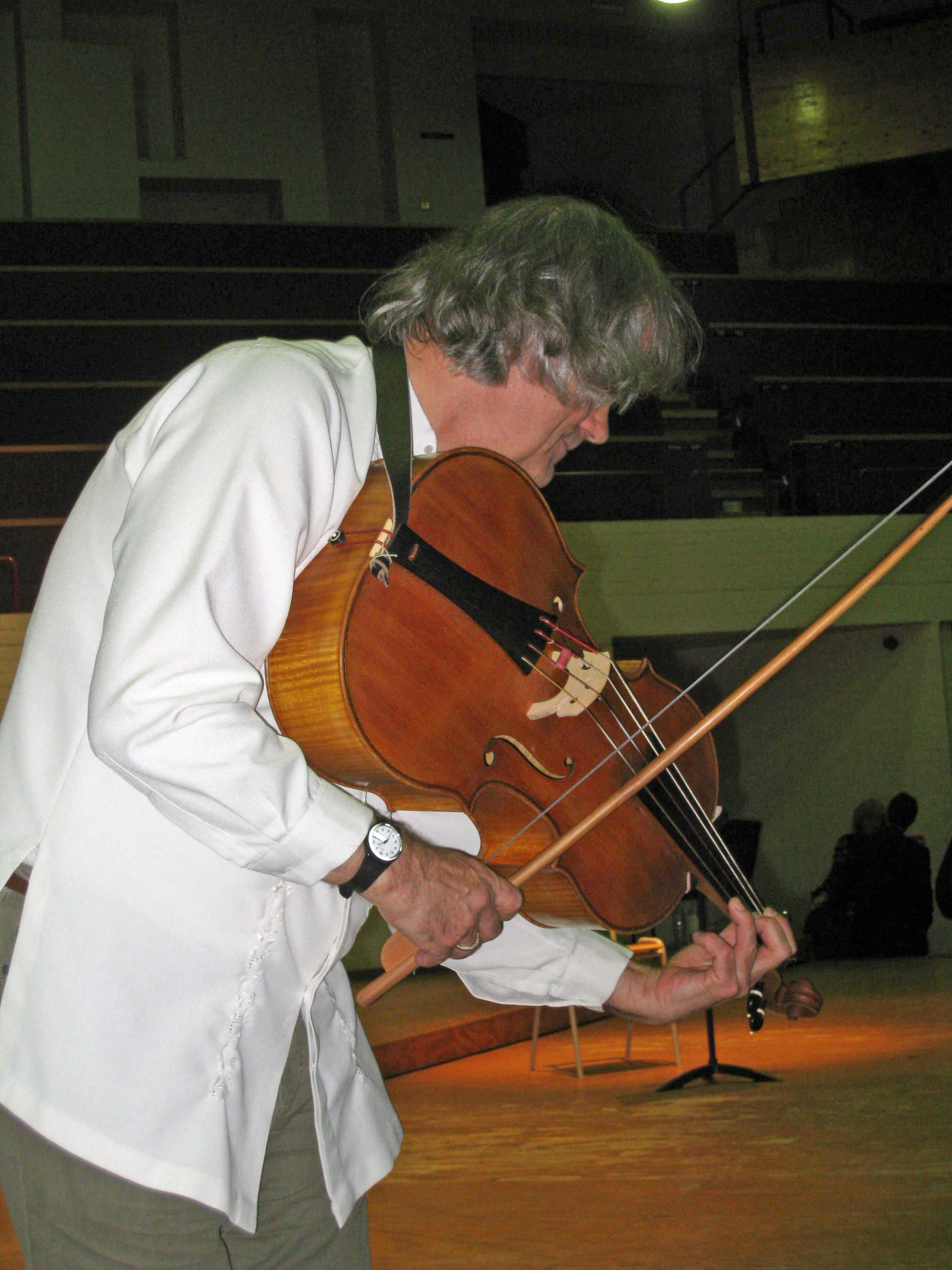
Sigiswald Kuijken met een viola da spalla.

Authentieke uitvoeringspraktijk, ook wel historische uitvoeringspraktijk of  Historically informed performance (HIP) genoemd, is een wijze van uitvoeren van Oude Muziek. Een muziekstuk wordt geïnterpreteerd en uitgevoerd met gebruikmaking van informatie over de originele instrumentbouw, speelstijl, muzieknotatie en muziektheorie. Doorgaans wordt daarbij gespeeld op hedendaagse replica's van historische muziekinstrumenten.

## Situering
Deze vorm van spelen is in de jaren zestig van de 20e eeuw doorgebroken. Werken uit de Oude Muziek (middeleeuwen, renaissance, barok), de (vroege) klassieke periode en soms ook de romantiek worden "authentiek" uitgevoerd op min of meer getrouwe replica's van instrumenten uit de periode waarin die stukken geschreven zijn. Zo ging men weer fortepiano's of klavecimbels in plaats van vleugels gebruiken voor vroege klaviermuziek. Bij strijkinstrumenten kwamen darmsnaren weer in zwang. Vibrato werd vrijwel uitgebannen, ook bij de zangkunst. Countertenors en jongenssopranen namen in oude muziek de rol van zangeressen over. Musici gingen zich bekwamen in het bespelen van de viola da gamba, viola d'amore, luit, theorbe, oboe da caccia, oboe d'amore, natuurhoorn, zink, baroktrompet en andere muziekinstrumenten uit vroeger tijden. Bij restauratie van oude orgels wordt meer dan voorheen ernaar gestreefd tussentijdse wijzigingen ongedaan te maken en het oorspronkelijke klankbeeld te reconstrueren.

Ook bij theatrale uitvoeringen van opera's van bijvoorbeeld Händel, Purcell of Mozart, vindt men de historische uitvoeringspraktijk.
De scherpe tegenstelling die in de jaren zestig ontstond tussen de aanhangers van de 'traditionele' en de 'authentieke' speelwijze, leidde ertoe dat gevestigde  symfonieorkesten zich nauwelijks meer met muziek uit de periodes van barok en classicisme bezighielden. Die was voorbehouden aan 'authentiek' spelende ensembles in kleinere bezetting. In later jaren kwam er toenadering en werden aan beide kanten de dogmatische standpunten verlaten. Dirigenten als Nikolaus Harnoncourt, Frans Brüggen, Roger Norrington en Philippe Herreweghe kwamen (ook) voor symfonieorkesten te staan en veel van hun inzichten zijn gemeengoed geworden, ook onder musici die geen historiserend instrumentarium bespelen.
Niet alleen de 'authentieke' uitvoeringspraktijk zelf heeft een evolutie ondergaan sinds de beweging in de jaren zestig ontstond, maar ook het denken erover. De Amerikaanse musicoloog-essayist Richard Taruskin betoogt in Text and Act (1995) dat de authentieke beweging in feite uitgaat van moderne opvattingen over uitvoeringsstijl en derhalve haar streven naar de herleving van oude uitvoeringstradities niet waarmaakt.

## Oude instrumenten
De keuze van muziekinstrumenten is een belangrijk onderdeel van het principe van historisch geïnformeerde uitvoering. Muziekinstrumenten zijn in de loop van de tijd geëvolueerd en instrumenten die in eerdere perioden van de geschiedenis werden gebruikt, verschillen vaak heel erg van hun moderne equivalenten. Vele andere instrumenten zijn buiten gebruik geraakt en zijn vervangen door nieuwere instrumenten voor het maken van muziek. Bijvoorbeeld, voorafgaand aan de opkomst van de moderne viool, waren andere strijkinstrumenten zoals de rebec of de viola da gamba algemeen in gebruik. 
Het bestaan van oude instrumenten in museumcollecties heeft musicologen geholpen te begrijpen hoe de verschillende vormgeving, stemming en klank van instrumenten de eerdere uitvoeringspraktijk kan hebben beïnvloed.
Historische instrumenten spelen niet alleen een rol als een onderzoeksinstrument, maar ook een actieve rol in de praktijk van historisch geïnformeerde uitvoeringspraktijk. Moderne instrumentalisten die een historisch geluid willen herscheppen, gebruiken vaak moderne reproducties van historische instrumenten (en soms originele instrumenten) op basis van het feit dat dit een muzikale uitvoering zal opleveren waarvan wordt aangenomen dat deze historisch getrouw is aan het originele werk, zoals de originele componist het zou hebben gehoord. Een modern muziekensemble dat een uitvoering van muziek van Johann Sebastian Bach uitvoert, kan bijvoorbeeld met reproductie barokviolen spelen in plaats van met moderne instrumenten in een poging de klank te creëren van een 17de-eeuws barokorkest. 
Dit heeft geleid tot de heropleving van muziekinstrumenten die volledig buiten gebruik waren geraakt, en tot een heroverweging van de rol en structuur van instrumenten die ook in de huidige praktijk worden gebruikt.
Naarmate de reikwijdte van historisch geïnformeerde uitvoeringen zich heeft uitgebreid tot de werken van het romantische tijdperk, wordt het specifieke geluid van 19de-eeuwse instrumenten in toenemende mate erkend in de HIP-beweging, en zijn er orkesten met historische instrumenten zoals Gardiner's Orchestre Révolutionnaire et Romantique ontstaan. 

## Namen
De pioniers van de authentieke (ook wel genoemd 'tijdeigen') uitvoeringspraktijk waren onder meer Arnold Dolmetsch, Charles Van den Borren en Safford Cape. Andere bekende aanhangers (dirigenten en musici, in veel gevallen tevens muziekwetenschapper) zijn of waren:
- Gustav Leonhardt
- Thurston Dart
- Sigiswald Kuijken
- Paul Dombrecht
- Andrew Parrott
- Gerard de Wit
- Nikolaus Harnoncourt
- Christopher Hogwood
- John Eliot Gardiner
- Ton Koopman
- Frans Brüggen
- William Christie
- Masaaki Suzuki
- Philippe Herreweghe
- Jordi Savall
- Capilla Flamenca
- Huelgas Ensemble
- Pieter-Jan Belder
- Jos van Veldhoven
- Jan De Winne
- Aleksej Ljoebimov
- Andreas Staier